# Махмуд-паша
Махму́д-паша́ Ангелович (серб. Махмуд-паша Анђеловић/Абоговић; тур. Veli Mahmud Paşa; начало 1420-х, Ново-Брдо — 18 июля 1474, Стамбул) — великий визирь Османской империи, полководец.
Махмуд-паша был потомком византийских императоров по матери и фессалийских царей по отцу. Он два раза занимал пост великого визиря Османской империи (второго после султана человека) в правление Мехмеда II и провёл в этой должности суммарно четырнадцать лет (1456—1468, 1472—1474). Также Махмуд-паша занимал пост бейлербея Румелии (был командующим армии европейской части империи, военным губернатором), а затем в течение трёх лет с 1469 по 1472 год был санджак-беем Галлиполи (адмиралом флота). Махмуд был опытным и талантливым военачальником, добивавшимся побед как на суше, так и на море. В своих кампаниях Мехмед доверял ему командование авангардом армии и другие ответственные задачи. Махмуд начал военную карьеру с участия в завоевании Константинополя (1453). Под его командованием к Османской империи были окончательно присоединены Сербия, Босния, Морея и Трабзон. Махмуд-паша неоднократно одерживал победы над Матьяшем Корвином, по приказу Мехмеда сместил Влада Цепеша Дракулу в Валахии и посадил на место господаря брата Влада, Раду. Махмуд вместе с Мехмедом захватил Амасру, Синоп и Трабзон, распространив власть султана на черноморском побережье Анатолии.
Благодаря Махмуду-паше Мехмед присоединил к своей империи венецианские территории: командуя флотом, Махмуд отвоевал у венецианцев Лесбос и Тенедос, сыграл решающую роль при взятии Негропонте. В Анатолийских походах Мехмеда Махмуд участвовал в покорении Карамана и разгроме правителя племенного союза Ак-Коюнлу Узун-Хасана под Отлукбели.
По не выясненным до конца причинам Махмуд впал в немилость у Мехмеда и был казнён. Его захоронение находится у построенной им в Стамбуле мечети — первой мечети, построенной в городе после завоевания. До сих пор район Стамбула называется Махмутпаша по возведённому Махмудом рынку. Имея огромные доходы, он возводил общественные здания во всех местах службы. В двух из них располагаются Музей анатолийских цивилизаций в Анкаре и Национальный археологический институт и музей в Софии.
Махмуд писал стихи на османском и персидском языках под псевдонимом Адни (или Адли), был покровителем учёных и поэтов. Махмуд был настолько популярен при жизни, что после его смерти о нём было написано литературное легендарное жизнеописание. Среди простых людей существовал его культ.

## Происхождение и ранние годы
Неизвестно, какое имя носил будущий великий визирь первые годы жизни. В детстве он был захвачен в плен османами и обращён в ислам. При этом он получил новое имя — Махмуд. По словам Халкокондила, будущего пашу и его мать взял в плен «всадник», когда они перебирались из Ново-Брдо в Смедерево. Скорее всего, Махмуд-паша родился в христианской семье в сербском городе Ново-Брдо и матерью его была сербка. Сюрейя (вслед за османским историком Ашик-паша-заде) считал Махмуда-пашу хорватом из Аладжа Хисара. Кроме того, сохранилось письмо Махмуда-паши сенату Рагузы, подписанное «Абогович хорват». Абогович — это вторая фамилия, используемая Ангеловичами. Но в то время в слово «хорват» вкладывалось значение, отличное от нынешнего: если бы он был хорватом в современном понимании, он являлся бы католиком; кроме того, в то время Крушевац (Аладжа Хисар) являлся сербским городом, а сербов и хорватов османы часто путали, например, византийский историк Иоанн Скилица писал: «сербы, которых ещё зовут хорватами».
Бабингер, ссылаясь на Халкокондила, датировал пленение Махмуда 1427 годом, но в сообщении Халкокондила о пленении Махмуда нет даты. Историки высказали предположения о том, какие основания для этого утверждения были у Бабингера. По мнению османиста Текиндага, появление на территории Сербии османских «всадников», бегство жителей из Ново-Брдо и пленение их было следствием военных действий. Кроме того, известно, что в 1456 году возраст Махмуда-паши составлял примерно 30—40 лет, а в 1474 — примерно 50—60, что относит рождение Махмуда-паши ко времени около 1420 года. В двадцатых годах XV века в Сербии военные действия велись в 1427 году, когда после смерти Стефана Лазаревича османы взяли Крушевац (Аладжа Хисар) и Голубац.
«Всадник погрузил двух мальчиков (Махмуда и Абдулкерима) с одной стороны, а Ийяса — с другой».
Османские историки XVI века Ташкопрюзаде и Ашик-паша-заде писали, что вместе с Махмудом были захвачены ещё два мальчика: Ийяс и Молла Абдулкерим (будущий кадиаскер и шейх аль-ислам). Согласно османисту Т.Ставридесу, поскольку лошадь была в состоянии нести трёх мальчиков вместе со всадником, они были малы. Таким образом, год рождения Махмуда приходится на начало двадцатых годов пятнадцатого века. Все источники отмечают, что Махмуд попал в плен, а не был набран по девширме.
Отец Махмуда происходил из знатной семьи. Согласно Критовулу, «его [Махмуда] дедом по отцу был Филантропин, правивший Грецией и носивший звание кесаря». Бабингер на основании этого сделал вывод, что по отцу Махмуд-паша происходил из рода фессалийских царей (будучи внуком Алексея Ангела Филантропина либо Мануила Ангела Филантропина). Доказательств этого факта нет, однако происхождение Махмуда и его брата из семьи Ангелов косвенно подтверждается тем, что в документах Рагузы они упоминаются как Ангеловичи. Отца Махмуда-паши Халкокондил упоминает как «некоего Михаила». Согласно Просопографическому словарю Палеологов, его отец был сыном Мануила Ангела Филантропина. Этот Михаил в 1375 году подписал документы в городе Сере и был указан как «раб султана». Умер Михаил в 1427 году во время интервенции османов.
Мать Махмуда тоже была высокого рода. Согласно Халкокондилу, Георгий Амируци, протовестиарий Трабзона, был кузеном матери Махмуда-паши. Его сведения подтверждает анонимная греческая хроника XVI века, указывая, что Махмуд-паша и Амируци были двоюродными братьями, а их матери — родными сёстрами, дочерями некоего Иагариса. О другой родне матери Махмуда-паши сообщал Георгий Сфрандзи, называя его троюродным братом жены Мануила Бохалиса, защитника крепости Гардики в Морее. Сфрандзи уточнял, что тесть Бохалиса, Георгий Палеолог, был двоюродным братом матери Махмуда-паши. Исследователи полагают, что дедом Махмуда-паши по матери мог быть один из трёх представителей семьи Палеолог Иагарис, живших в соответствующее время, считая наиболее вероятной кандидатурой Маркоса Палеолога Иагариса. Мать Махмуда осталась христианкой, в 1463 году султан даровал ей земельную собственность — греческий-православный монастырь Продромас-Петрас в Стамбуле.
Брат Махмуда, Михаил Ангелович, остался в Сербии. Шейх аль-ислам Кемальпашазаде (ибн Кемаль) (1468—1534) называл его «одним из заметных людей страны». В 1445 году в сербских документах Михаил упомянут как «великий челник» (серб. veliki čelnik — главный сборщик податей), и это аргумент в пользу того, что его карьера началась на десять лет раньше, чем у Махмуда. Косвенно это может говорить о том, что Михаил был старшим из братьев. В 1457 году Михаил стал великим воеводой.

## Начало службы
Халкокондил сообщал, что Махмуд был «взят в покои Мурада», то есть служил ичогланом (пажом) в личных покоях султана. Махмуд обучался в Эндеруне, а после обучения получил должность капиджибаши (начальник внутренней охраны султанского дворца). Известно, что Мурад подарил Махмуда шехзаде Мехмеду, но неизвестно точное время смены хозяина у будущего великого визиря. Вплоть до второго воцарения Мехмеда Махмуд не упоминался в документах. Согласно первому биографическому словарю Османской империи Мехмеда Сюрейи, в 1451 году Ангелович уже был визирем, хотя источник Сюрейи неизвестен. Греческий османист Т. Ставридес указал, что многие сведения попали в биографию Махмуда-паши из легенды о нём.
Первое упоминание о Махмуде в хрониках относится ко времени осады Константинополя в 1453 году. Критовул писал, что Махмуду и Исхаку-паше была поручена самая трудная и опасная часть завершающего этапа — их части должны были преодолеть ров и забраться на стены. Критовул называл Махмуда «комесом», отождествить это с османским титулом или званием невозможно. Согласно Т. Ставридесу, положение и звания Махмуда были сравнимыми с положением и званием Исхака-паши, поскольку они упоминаются как равные. Исхак-паша на момент осады занимал пост бейлербея Анатолии. Критовул характеризовал Махмуда как «храброго и опытного в войне».
«В год восемьсот пятьдесят девятый султан в кампании сделал его великим визирем».
По словам Критовула, Мехмед сразу после захвата Константинополя назначил Махмуда на пост визиря. Н.Йорга и Х.Лоури с ним согласны. Однако согласно Энвери и Дуке, пост визиря Махмуд получил в 1455 году после первой Сербской кампании. Учитывая, что Энвери и Дука были современниками событий, а Энвери находился в непосредственном окружении Махмуда, его датировка предпочтительна. Летом 1455 Георгий Бранкович обратился к Махмуду с просьбой о посредничестве на переговорах с Мехмедом о мире, считая Махмуда достаточно влиятельным для этого. То есть, Махмуд был назначен визирем в первой половине 1455 года.

## Великий визирь

### 1456—59 годы. Покорение Сербии. Брат Махмуда-паши
|                                         |
| Осада Белграда. Хюнер-наме I, fol.165a. |

В 1456 году Мехмед провёл неудачную кампанию в Сербии. Во время осады Белграда султан был ранен и вынужден отступить, но Махмуд в этом походе отличился. Критовул писал, что Махмуд прошёл по проходу в горах с пушками и развернул их к городу, то есть он командовал самым современным подразделением войск — артиллерией. По словам Критовула, отступив от Белграда, Мехмед послал Махмуда в Энез, однако, помимо факта, что Махмуд принял капитуляцию города, детали неизвестны. На пост великого визиря, скорее всего, Махмуд был назначен перед осадой Белграда или сразу после неё.
В 1456 году умер Георгий Бранкович, дочь которого, Мара Бранкович, была мачехой Мехмеда II и вдовой Мурада II. Старший сын Георгия — Стефан Бранкович — был ослеплён по приказу Мурада (будучи в заложниках) и не мог стать деспотом. Новым деспотом стал другой сын Георгия — Лазарь Бранкович, который в 1457 году назначил брата Махмуда-паши, Михаила Ангеловича, на пост великого воеводы. В этом же году по поручению Лазаря Михаил Ангелович способствовал мирным переговорам с Мехмедом — он был послан в Стамбул как посол. От имени султана переговоры вёл Махмуд-паша, назначенный за год до этого великим визирем. Ашик-паша-заде писал, что до 1458 года братья поддерживали постоянный контакт. Неизвестно, чем занимался Махмуд в 1457 году помимо переговоров, единственное упоминание о нём — это список участников в празднованиях по случаю суннета сыновей Мехмеда.
В январе 1458 года, не оставив сыновей, умер Лазарь Бранкович. Был сформирован регентский совет, в который вошли Михаил Ангелович, Стефан Бранкович и вдова Лазаря, Елена Палеолог (сестра Софьи Палеолог и дочь Фомы Палеолога). Ангелович занимал проосманскую позицию. Его поддерживала часть аристократии, стремившаяся сохранить независимость Сербской церкви от папы, даже ценой подчинения государства османам. Стефан и Елена занимали провенгерскую позицию.
Возможно, Михаил успел призвать брата. Пьетро Томазио доносил из Буды в конце января, что в то время Махмуд находился в Болгарии во главе 20 000 всадников и направлялся к границе Сербского деспотата. Михаил попытался захватить власть при поддержке сторонников и взять Смедерево. Его поддержали османские гарнизоны сербских крепостей, но сторонники Елены и Стефана оказались многочисленнее. 31 марта Михаил был арестован, многие турки убиты. Халкокондил писал, что «после ухода турок прославленная Деспотесса со своим шурином, который ей близок, арестовала Воеводу бывшего Деспота, который брат бейлербея Румелии» и отправила его в тюрьму в Венгрию.
Мехмед был разгневан нападением сербов на османские гарнизоны и повелел наказать виновных. Возглавить кампанию султан поручил Махмуду. С этого времени тот регулярно появляется в источниках как бейлербей Румелии. Османские историки Турсун-бей и Кемальпашазаде (1468—1534) писали, что Махмуд пересёк сербскую границу в мае и сразу взял две крепости. 10 мая был захвачен монастырь Ресава, основанный Стефаном Лазаревичем как пограничная твердыня. Вторую крепость Т. Ставридес называл «Омол», а турецкий историк Ш. Текиндаг — «Куруджа». Бабингер упоминал ещё две крепости — «Вишевац» и «Жрнов» — на Дунае. Оставив в захваченных крепостях гарнизоны, Махмуд-паша направился к Смедерево и предложил жителям сдать город. Получив отказ, он взял город в осаду, его войска начали разорять окрестности. Через несколько дней Махмуд-паша дал защитникам города ещё один шанс, выслав в город на переговоры Исхакоглу Ису-бея и Алиоглу Ахмеда-бея. Когда и в этот раз защитники не сдались, османские войска пошли на приступ. В итоге штурма город был взят, но его цитадель смогла устоять.
После Смедерево, разграбив по пути Мачву, Махмуд-паша взял две ключевые сербские твердыни: Гюзельче Хисар, построенную Мурадом II и защищавшую подходы к Белграду, и Сивриче Хисар, защищавшую подходы к копям Рудник. Затем он ушёл к Нишу, чтобы провести рамадан (в том году, 862 по мусульманскому календарю, рамадан пришёлся на период с 12 июля до 10 августа). Сербы успокоились, решив, что кампания завершена, но сразу после рамадана Махмуд неожиданным стремительным броском подошёл к Голубацу и захватил его: уже 25 августа 1458 года Пьетро Томазио доносил из Буды, что Голубац сдан. Затем Махмуд пересёк Дунай и захватил Трнав и Митровицу, но почти сразу развернулся и направился в Скопье навстречу Мехмеду, возвращавшемуся из Мореи. Султан хотел распустить основную часть войска, но Махмуд отговорил его. Оказалось, что Махмуд был прав, поскольку венгры собрали силы и атаковали турок. Лишь благодаря предусмотрительности великого визиря, не распустившего армию, это нападение было отбито.
Критовул писал, что в 1458 году Махмуд-паша вместе с Мехмедом участвовал в походе на Морею, однако Т. Ставридес считал это ошибкой, поскольку Махмуд и Мехмед встретились в Скопье после того, как Мехмед вернулся из Мореи. Также существуют поздние (относящиеся примерно к 1500 году) сообщения об участии Махмуда-паши в кампании в Валахии в 1458 году, якобы обернувшейся для него провалом, однако они не подкреплены никакими современными свидетельствами и, по мнению Т. Ставридеса, мало достоверны.
|                                                        |
| Крепость в Смедерево A. Укреплённый город; B. Цитадель |

Балканские князья не теряли надежды создать надёжный антиосманский союз. Было достигнуто соглашение о браке Елены, дочери Лазаря Бранковича, и Стефана Томашевича, сына Стефана Томаша. В итоге Степан Томашевич становился наследником Сербского деспотата. Эта ситуация не устроила османов. Пока Стефан Томаш был на переговорах в Венгрии, османы вторглись в Боснию и осадили Врандук и Бобовац. Стефан Томашевич вместе со своим дядей Радивоем Остоичем бежал из Бобоваца в Смедерево. По прибытии туда 21 марта 1459 года он объявил себя деспотом по соглашению с Матьяшем Корвином: Матьяш обещал Стефану поддержку в обмен на признание Сербии вассалом Венгрии. Свадьба Елены и Стефана состоялась там же, в Смедерево, 1 апреля 1459 года.
В ответ армия Румелии выдвинулась к границам Сербии. Турсун-бей сообщал, что кампания возглавлялась лично султаном, и неясно, принимал ли Мехмед участие в ней с самого начала. В апреле 1459 года европейские агенты доносили, что Махмуд-паша «взял в плен много людей разных классов», а в июне Иоганн де Мелтис сообщал из Рагузы, что Махмуд-паша с султаном вместе находятся в Софии. Степан Вукчич, соблюдая вассальные обещания Мехмеду, восстал против Стефана Томашевича. Когда османские силы подошли к Смедерево 20 июня 1459 года, оставшийся без поддержки Стефан Томашевич был вынужден сдаться без боя. На этот раз он был прощён Мехмедом, турки позволили ему, его семье и свите свободно покинуть город и вернуться в Боснию.
Махмуд-паша не забыл о пленённом в 1458 году брате и пытался воздействовать на венгров через Рагузу для его освобождения. Однако тот оставался в заключении ещё как минимум два с половиной года. В анонимном письме из Буды, датированном 26 ноября этого года, он упоминался в связи с планами обмена его на Михая Силадьи — дядю Матьяша Корвина, взятого османами в плен и казнённого. Видимо, автор письма не знал о казни. Таким образом, в это время Михаил ещё был в заключении. Неизвестны обстоятельства его освобождения, но 4 февраля 1463 года в Рагузе было получено письмо, написанное им уже не из темницы.

### 1460 год. Кампания в Морее. Семья Бохалиса. Палеологи.
Деспотом Мореи был в 1460 году Деметрий Палеолог. До 1448 года он занимал в Константинополе пост месазона, а деспотом стал в 1448 году, когда его брат Константин XI отдал ему половину Мореи, чтобы удалить из Константинополя. Так Деметрий стал соправителем своего другого брата, Фомы Палеолога, что крайне не нравилось последнему. Ещё в конце сороковых годов Фома и Деметрий стали вассалами Османской империи и остались ими после захвата Константинополя и гибели Константина в 1453 году. Согласия между братьями не было. Помимо вялотекущего конфликта с Деметрием, Фома пошёл на обострение ситуации и перестал платить дань Мехмеду, понадеявшись на помощь папского флота.
Чтобы покончить со всеми морейскими проблемами, в мае 1460 года Мехмед во главе армии направился в Морею, назначив Махмуда-пашу командующим авангарда. Первой целью османов была столица Деметрия, Мистра. Узнав о приближении османской армии, Деметрий послал к султану своего шурина, Деметрия Асеня, с дарами, однако Мехмед арестовал Асеня и отправил в заключение. Для захвата деспота Мехмед отрядил Махмуда с армией Румелии. За ночь дойдя до Мистры, Махмуд-паша окружил город и потребовал сдать его. Деспот выдвинул встречное условие: освободить Асеня в обмен на сдачу города. Махмуд-паша согласился, и город был сдан. С Деметрием и его семьёй Махмуд обращался уважительно, а ключи от столицы деспотата принял лично прибывший на следующий день Мехмед. По возвращении в Эдирне Мехмед советовался с визирями Махмудом-пашой и Исхаком-пашой по поводу дальнейшей судьбы деспота Мореи. По словам уроженца Имброса, Критовула, было принято решение дать ему острова́ Лемнос, Фасос, Имброс и Самофракию, а также соляные варни города Энез в управление. Позднее, в 1463 году перед Боснийской кампанией, Мехмед решил его убить, но Махмуд-паша отговорил султана от этого.
Брат Деметрия, Фома Палеолог, поняв, что он не сможет защитить свою часть деспотата, уплыл из Каламаты в Наварино (или на Корфу). Дочь Фомы, Елена Палеолог, была замужем за Лазарем Бранковичем и в 1458 арестовала и отправила в плен в Венгрию Михаила Ангеловича, брата Махмуда-паши. Один из сыновей Фомы, Мануил, около 1477 года вернулся в Стамбул и отказался от прав на престол в пользу султана Баязида II в обмен на содержание и солидную пенсию.
«Отправил Махмуд-пашу и с ним — двадцать тысяч всадников, помимо своего собственного войска, чтобы они лучше взяли стены, нежели осаждали их, и чтобы они лучше внезапно штурмовали, нежели медленно добывали их».
В последующем Махмуд-паша в связи с Морейской кампанией упоминается дважды. Первый эпизод связан с крепостью Гардики. Согласно Сфрандзи, крепость долго сопротивлялась, после захвата её население было вырезано за исключением семьи Мануила Бохалиса, возглавлявшего защитников. Их жизни спас Махмуд-паша, поскольку жена Бохалиса была его троюродной сестрой. Махмуд-паша дал им охрану и судно, чтобы уплыть к родственникам. Семья Бохалиса «отблагодарила» Махмуда-пашу, перерезав охрану перед отплытием.
Второй эпизод касается осады Салменикона (города между Патрасом и Востицей). Защитники во главе с Гретзасом Палеологом отважно сражались и не сдавали крепость в течение года. Им было предложено с честью покинуть город и отправиться на территорию, принадлежавшую Венеции. После сдачи Махмуд-паша выразил своё восхищение Палеологу, воскликнув, что тот — единственный мужчина Мореи среди рабов.

### 1460—61 год. Анатолия

#### Захват Амасры и Синопа
Амасра (или Амастрида) была генуэзской колонией на Анатолийском побережье Чёрного моря, практически анклавом на территории османской империи. Снабжение осуществлялось генуэзцами с моря. В непосредственной близости от Амасры находились земли Измаил-бея Исфендиярогуллары (Болу, Кастамону и Синоп). Он пытался освободиться от зависимости от султана и вступил в союз с Караманидами и Ак-Коюнлу.
После возвращения из Мореи в 1460 году Мехмед направился в Анатолию. Историки описывают начало этой кампании так: однажды Мехмед спросил Махмуда-пашу: «Что же это за крепость [Амасра], что ни мой отец, ни мои деды не смогли её взять?». Согласно Нешри и Саад эд-Дину, Махмуд ответил: «Возможно, Всевышний предопределил, что она будет захвачен рукой моего султана. Потому всему предопределено своё время». Мехмед приказал Махмуду-паше подготовить флот и блокировать крепость с моря, а сам во главе армии отрезал доступ к крепости с суши. Гарнизон крепости сдал и её, и город, испугавшись мощи армии Мехмеда.
С захвата Амасры началась большая кампания по захвату анатолийских территорий, которую османы вели в 1461 году.
Ашик-паша-заде и Нешри сообщают, что при подходе османских сил к Амасре Измаил-бей сбежал из Болу в Синоп. Всем было очевидно, что Мехмед собирается взять под контроль всё южное побережье Чёрного моря. Согласно Саад-эд-дину, султан предложил Махмуду-паше отобрать бейлик у Измаила-бея и отдать брату последнего — Кизил Ахмеду-бею. Махмуд-паша подготовил флот из сотни галер и отправил в Синоп, преследуя Измаила-бея. Тому́ было направлено письмо от султана, сообщавшее, что суда идут в Трабзон и что Измаилу-бею следует позаботиться и снабдить их всем необходимым. Сам же Махмуд-паша демонстративно направился в Эдирне и начал подготавливать армию Румелии, чтобы Измаил-бей подумал, что кампания будет в Европе. Эта уловка удалась, и бей утратил бдительность, а Махмуд быстро пересёк с армией проливы и пришёл в Бурсу, где находился Мехмед. Оттуда султан послал Махмуда-пашу вместе с Кизил Ахмедом-беем в Синоп. Измаил-бей, не ожидавший нападения, сдал город по первому требованию османского военачальника. Описание этой кампании оставили её участники — Турсун-бей и Константин из Островицы. По словам последнего, султан взял Измаила-бея в Эдирне и дал ему в управление санджак Стапимак.

#### Покушение на Махмуда-пашу
Примерно к этому времени относится покушение на Махмуда-пашу. Источники (Константин из Островицы, Критовул и Оксфордский аноним) приводят разные названия места покушения. Если изучить маршрут армии в этом походе, то подходящие места могли быть пройдены либо перед взятием Синопа, либо в самом начале кампании. В целом описания сходятся, но самое подробное даёт участник похода — Константин из Островицы. Обвиняя в организации покушения Узун-Хасана, правителя Ак-Коюнлу, он пишет, что тот отправил своего слугу для того, чтобы тот «причинил турецкому султану какую-нибудь неприятность», и этот слуга Узун-Хасана обманом устроился на службу к Махмуду-паше. «Татарин поджидал его с луком и стрелами в руках и, дождавшись его, выстрелил». Ранение было не смертельным, стрела попала «под лбом между глаз». Источники сообщают, что покушавшегося подвергли мучениям, но описания казни отличаются. Критовул описывал это так: «не дав ему сказать слова или оправдаться,.. солдаты безжалостно изрубили его на куски». Однако Критовул не был участником кампании, в отличие от Константина из Островицы, который описал более изощрённую по жестокости казнь.
По словам Константина, Мехмед был огорчён до слёз, он приказал задержаться в лагере на три дня, чтобы Махмуд-паша мог немного оправиться. Также Мехмед приказал, чтобы Махмуд-паша до выздоровления перемещался на носилках.
Описание событий у Критовула предполагает, что Махмуд-паша и неудавшийся убийца знали друг друга ранее, поскольку он пишет, что этот человек должен был быть благодарным Махмуду-паше за что-то. Кроме того, Критовул писал, что покушавшийся действовал по личной инициативе, то есть имел личные причины для убийства.

#### Сара-хатун. Судьба Трабзона
От Синопа османская армия выдвинулась в направлении Трабзона. Правитель Ак-Коюнлу Узун-Хасан обеспокоился, подозревая, что армия направляется к его территории, и выслал посольство к Мехмеду. На переговоры он отправил свою мать, Сару-хатун, и курдского шейха из Чемишгезека, Хасана. Турсун-бей и Саад-эд-дин пишут, что Сара-хатун встретилась с Махмудом-пашой ночью. Она «умоляла о содействии и упала к его ногам». На встрече с Мехмедом Махмуд-паша высказался в пользу мира с Узун-хасаном, и султан принял предложения Сары-хатун. Как писал Идрис Бидлиси, «Хасан-бек <…> свою мать <…> отправил для подношения приличествующей просьбы о прощении <…> Посланные им прибегли к покровительству величайшего визира Махмуда-паши, его мать свои дела поручила его попечению, а упомянутый так же, ради уважения и почтения к гостю и оказания почёта <…> вывел Государя из состояния гнева и жажды мщения, и нрав Султана <…> склонил к прощению и милости». Однако Мехмед не разрешил ей вернуться со своими людьми и задержал её до конца кампании.
Османский флот подошёл к Трабзону и осаждал его с моря несколько дней. Георгий Амируци, протовестиарий Трабзона и кузен Махмуда-паши, в своих воспоминаниях утверждал, что город успешно оборонялся и император Давид надеялся продержаться, однако надежды рухнули с подходом армии. Согласно Костантину из Островицы и османским историкам, город сдался после шести недель атак, возглавляемых Мехмедом. Предложение о сдаче города Махмуд-паша передал Давиду через Георгия Амируци. По словам Критовула, сдачу города принимал Махмуд-паша. Не совсем ясна роль Григория Амируци. Автор Ecthesis Cronica обвиняет Григория в предательстве Давида. Обещания Махмуда-паши, данные осаждённым, не были выполнены Мехмедом. Георгий Амируци жаловался в своих письмах, что его сын и зять стали рабами. Город, несмотря на то, что сдался, а не был захвачен, пострадал так, как если бы его брали с бою. Дочь императора Давида, Анна, была взята в гарем Мехмеда, однако не стала его наложницей, а позже её выдали замуж за Заганоса-пашу. На первых порах Давид Комнин получил от султана поместья с хорошим доходом, однако через два года был обвинён в измене и казнён. В 2013 году Давид, а также его сыновья Василий, Георгий, Мануил и племянник Алексей были канонизированы в чине святых мучеников.

### 1462 год

#### Кампания в Валахии
Пока Мехмед и Махмуд-паша были в Анатолии у Трабзона, Влад Цепеш (Дракула) атаковал османские порты на Дунае. Цепеш уже несколько лет не платил дань, и Мехмед послал Чакирджибаши Хамзу-бея с отрядом собрать её. Дракула арестовал посланников султана и «велел посадить на кол султанского посла и рядом с ним всех его слуг». По словам Халкокондила, Мехмед настолько вышел из себя от гнева, услышав весть об этом, что ударил Махмуда-пашу, сообщившего ему новость.
Для наказания Влада в Валахию был направлен Махмуд-паша во главе османского авангарда, за ним с армией шёл сам Мехмед. С османской армией был брат Влада, Раду. Первая стычка состоялась, когда османы встретили небольшой отряд из войска Дракулы и Мехмед послал Махмуда-пашу против него. Отряд отступил и попытался скрыться, но Махмуд-паша преследовал противника и догнал. Многие из валашских воинов были убиты, ещё больше попало в плен. Триумфальное возвращение Махмуда-паши в лагерь описал Турсун-бей, сопровождавший Мехмеда: «Настроение было чудесным, несколько сотен неверных были закованы в цепи».
| |
| «они на нас напали ночью и перебили; перерезали людей, коней, верблюдов, грабили шатры; они перебили несколько тысяч турок и принесли султану большой вред, а другие турки убегали от них к янычарам, но янычары их от себя отгоняли, убивали, чтобы не быть перебитыми ими. А потом турки привели несколько сот волохов, которых султан приказал обезглавить в поле. Волохи же, видя, что дела идут плохо, отступили от Дракулы и присоединились к его брату». Константин из Островицы |

Центральным эпизодом кампании стала ночная атака османского лагеря Владом. Он напал на шатёр Махмуда-паши и Исхака-паши, перепутав его с шатром султана. Окружение Махмуда-паши храбро сражалось, и с приближением рассвета Дракула со своими людьми отступил, преследуемый Михалоглу Али-беем. Турсун-бей писал об этом бое, насмехаясь над людьми Влада: «Они сражались отважно, убивая верблюдов, мулов и прочих вьючных животных». Халкокондил писал, что во время этой атаки был взят валашский пленник, которого привели для допроса к Махмуду-паше. Пленник отказался сообщить расположение лагеря Дракулы и заявил, что не предаст его, несмотря на то, что ему грозили пытки и смерть. Махмуд-паша восхитился смелостью пленного и сказал, что если б у Дракулы была армия побольше, то он добился бы великих результатов. После ещё нескольких битв Цепеш скрылся в Венгрии. В завершение кампании Мехмед поставил воеводой Валахии вместо Влада его брата и вернулся в Эдирне в середине июля. В европейской историографии «ночной бой у Тырговиште» изображается как выигранный Владом.
Анджиолелло писал о некоей кампании Мехмеда в Валахии в более раннее время, в 1458 году. Согласно этому автору, Мехмед послал Махмуда-пашу в главе 30 000 всадников охранять Дунай. Махмуд-паша пересёк реку и атаковал крепость. Когда османская армия возвращалась, Дракула атаковал его с 5000 воинов и разбил наголову. Уцелели только 5000 из 18 000 османских солдат, и Махмуд вынужден был спасаться с остатками войск в Софии. По мнению Т. Ставридеса, данная версия крайне сомнительна. Она излагается в двух источниках (Анджиолелло и Анонимная хроника), причём сообщения в источниках практически идентичны и, по некоторым признакам, не первичны. Престиж и влияние Махмуда после 1458 года были крайне высоки, и сомнительно, чтобы он мог этого достичь после описываемого разгрома. Анджиолелло родился в начале 50 годов, попал в плен к османам в 1470 году и записал свою историю намного позже. Т. Ставридес не считал Анджиолелло авторитетным источником по этим событиям, нет следов такой кампании и в дипломатической переписке. Однако румынские учёные предпочитают считать, что Анджиолелло не ошибался, и (несмотря на отсутствие других источников) считают, что такая кампания была.

#### Захват Лесбоса
Поскольку валашская кампания окончилась быстро, Мехмед решил в том же году захватить Лесбос, принадлежавший семье Гаттилузио. В тот момент на Лесбосе правил Николо Гаттилузио, за несколько лет до этого казнивший своего брата Доменико. Дав отдохнуть Махмуду до сентября, Мехмед приказал ему отплыть из Галлиполи к Лесбосу, а сам с армией двинулся к ближайшему от Лесбоса побережью через земли Анатолии (расстояние от Лесбоса до берега Анатолии около десяти километров). О событиях осады папе Пию II написал подробное письмо архиепископ Митилены Леонард Чиензис. Османский флот, состоящий из ста десяти судов, под началом Махмуда-паши вошёл в гавань города. По словам Леонарди Чиензиса и Халкокондила, Махмуд-паша предложил защитникам города сдаться без боя, но они отказались и предложили заплатить выкуп. Мехмед, уже прибывший с армией к берегу, переправился на остров, чтобы ещё раз лично предложить Никколо Гаттилузио сдаться. После его отказа Мехмед решил остаться на острове и лично наблюдать за подготовкой к осаде, несмотря на совет Махмуда-паши покинуть остров. В течение нескольких дней артиллеристы под командованием Махмуда-паши обстреливали город. Дука, живший на Лесбосе и, возможно, пострадавший при этой осаде, записал в последних строках своей истории: «Переправившись на другую сторону, Султан оставил своего Великого Визиря осаждать Митилену. И он установил машины, бросающие камни, на противоположной стороне и бомбардировал часть города, называемую Меланоидион, сравняв её с землёй; то же самое он сделал с укреплениями и башнями других частей». Видя бесполезность сопротивления, Никколо Гаттилузио передал Махмуду-паше своё решение сдать город, и 19 сентября Мехмед прибыл с другого берега, чтобы принять капитуляцию.
Мехмед отправился в Стамбул, оставив Махмуда-пашу на острове для регистрации жителей в дефтере. По словам Ашик-паша-зеде, полководец выполнил задание «точно и безошибочно». Среди деяний Махмуда-паши на острове — убийство всех итальянских торговцев. Выполнив приказ султана и оставив на Лесбосе гарнизон, он вернулся в Стамбул. Никколо Гаттилузио был перевезён в Стамбул, где пытался спасти свою жизнь, приняв ислам, однако, как пишет продолжатель Дуки, «был удавлен струной, как и сам сделал [своему брату]».

### 1463 год

#### Кампания в Боснии. Смерть Степана Томашевича
«Мехмет-паша сказал: „Что нам делать? Какой ответ мы дадим боснийскому королю?“. Исак-паша отвечал: „Никакой иной, как заключим с ним мир, а сами двинемся на них“. И так они посовещались и пошли к султану, а я тоже вышел вслед за ними».
Боснийский король Стефан Томашевич, ранее бывший правителем Сербской деспотовины, отказался выплачивать разорительную дань османам, рассчитывая на помощь Венгрии. В марте начались набеги османских отрядов на земли Герцеговины, однако никто не пришёл к ней на помощь. Более того, в 1463 году венгерский король Матьяш Корвин заключил мир с Мехмедом, и обеспокоенный Стефан прислал послов в Стамбул для переговоров о пятнадцатилетнем мире. Но для боснийцев приготовили ловушку. Константин из Островицы случайно подслушал разговор визирей, в котором обсуждалось, как лучше захватить Боснию и обмануть послов. Константин передал послам, что не надо верить обещаниям султана и визирей о мире, но они не поверили. Первым городом, осаждённым османской армией, был Бобовац. Константин из Островицы писал: «Пушек с собой у султана не было, и он приказал отлить их под замком и захватил замок с помощью этих пушек». Оттуда Мехмед «послал впереди для быстроты Мехмет-пашу с двадцатью тысячами коней, чтобы они могли застигнуть короля Томаша». Передвигаясь от крепости к крепости, Махмуд-паша узнал от предателя, что король находится в замке Ключ, расположенном на горе у реки. Добравшись до места, он обнаружил, что по приказу Стефана мост разрушен, османские солдаты хотели отказаться от погони, однако командир воодушевил свой отряд, и они переправились и без моста.
|                            |
| Стефан Томашевич на фреске |

Осадив замок, Махмуд-паша уговорил Стефана сдаться, дав обещание сохранить ему жизнь, после чего доставил его к замку Яйце, который осаждал Мехмед. Однако по пути он осаждал боснийские города и показывал пленённого короля, после чего города сдавались без боя. Жители Яйце не стали исключением — увидев своего короля в руках османов, защитники города согласились сдаваться. После сдачи Яйце Махмуд-паша совершил рейд по землям Герцеговины. Её правитель Степан Вукчич Косача бежал, и паша захватил большинство крепостей.
Согласно большинству источников, Мехмед был рассержен на Махмуда-пашу за обещание о сохранении жизни, данные Стефану Томашевичу. Согласно Нешри, это первое зафиксированное недовольство султана Махмудом-пашой. Мехмед не пожелал выполнять обещаний, данных Махмудом. Он помнил, что уже один раз пощадил Стефана в 1459 году, когда захватил Сербию, однако тот, уйдя из Смедерево и став правителем Боснии, не был верным вассалом. Второй раз пощадить Стефана Мехмед не захотел и, по словам Ашик-паша-заде, обратился к сопровождавшему кампанию Шейху Али Бистами с вопросом: «Являются ли жизнь и владения этих неверных законными?». Тот ответил: «Убийство таких неверных является священной войной». Король был казнён, а все земли Стефана захвачены. Большинство историков утверждают, что Шейх Али Бистами самолично отрубил голову Стефану.
Кампания оказалась успешной, но этот успех продлился недолго. В конце 1463 года Венгрия отвоевала большинство захваченных османами земель, что заставило Мехмеда в следующем году опять отправить Махмуда-пашу в Боснию.

#### Морея. Разрушение Гексамилиона
Пока летом 1463 года османская армия находилась в Боснии, венецианцы вторглись в Морею. Поводом к вторжению послужил захват Аргоса Тураханоглу Омер-беем. К концу сентября вся Морея за исключением Мистры и Коринфа была в их руках. Автор Анонимной хроники писал, что после получения новостей из Мореи Мехмед «опять излил свой гнев на Махмуда-пашу, поскольку тот всегда настраивал Мехмеда против Венеции и из-за него был захвачен Аргос». Более нигде такая информация не встречается и ничем не подтверждается. Для возвращения в свои руки Мореи Мехмед решил выступить к ней со своей армией. Как обычно, Махмуд-паша вёл авангард, а Мехмед с армией шёл следом. Венецианцы не оказывали сопротивления и бежали ещё до подхода Махмуда-паши, только услышав о его приближении. Турсун-бей сообщал, что он был послан Махмудом-пашой к султану с вестью о бегстве неприятеля. В эту кампанию были разрушены стена Гексамилион (построенная поперёк Коринфского перешейка) и многие крепости, включая Аргос.

### 1464 год

#### Защита Лесбоса от венецианцев
| |
| Деревянная модель большой венецианской галеры-«триремы» с системой гребли alla sensile (парусное вооружение на модели не показано). |

Венецианцы не могли смириться с потерей торговых баз. Их суда под командованием Орсато Джустиниани атаковали Лесбос, и Махмуд-паша был послан Мехмедом в Галлиполи для подготовки османского флота. За двенадцать дней Махмуд экипировал сто десять судов. Поскольку ему донесли, что четыре венецианских корабля стоят в гавани острова Тенедос, он стремительно направился туда, покинув Галлиполи ночью, и преодолел расстояние за сутки. Две из четырёх трирем паша захватил вместе с командой, две другие уплыли на Лесбос и предупредили Джустиниани. При вести о приближении Махмуда-паши венецианцы сбежали, и, зайдя в порт Митилины, он их уже не застал. С этого момента описание действий Махмуда-паши в источниках разнится. По словам Критовула, Махмуд-паша преследовал вражеские суда до Лемноса, а потом вернулся. Турсун-бей же писал, что Махмуд-паша хотел преследовать венецианский флот, но капитаны отговорили его, сказав, что это опасно. Согласно всем источникам, Махмуд-паша оставался на Лесбосе четыре дня, чиня корабли и назначая офицеров гарнизона. Как сообщал Критовул, великий визирь вернулся в Стамбул в конце осени и распустил флот. Турсун-бей сообщает, что Махмуд-паша вернулся в Эдирне, отдохнул три дня и 12 ноября направился в Боснию.

#### Столкновение с Матьяшем Корвином у Зворника (Босния)
После летней кампании прошлого (1463) года, когда Мехмед и Махмуд-паша захватили боснийские города, а Стефан Томашевич был казнён, венгерский король Матьяш Корвин, считавший Боснию вассалом Венгрии, смог к концу того же года отвоевать обратно практически все крепости, в том числе Яйце и Звечай. После кампании, в которой был схвачен и казнён Стефан Томашевич, османским комендантом крепости был назначен Константин из Островицы, который без сопротивления сразу сдал её венгерскому королю. Новая боснийская кампания планировалась ещё весной, но нападение венецианцев на Лесбос отсрочило участие в ней Махмуда-паши. Летом 1464 года армия во главе с Мехмедом уже выдвинулась в Боснию. Байло Алевизе Фоскарини доносил из Константинополя (Стамбула) в июне, что «Басса»  собирается в Венгрию. Поскольку в это время Лесбос ещё не был освобождён от венецианцев, эти сведения сомнительны, либо же Махмуд-паша был летом в Боснии, но оттуда был послан в Галлиполи. Между 10 июля и 24 августа армия во главе с Мехмедом опять осаждала Яйце, в этот раз безуспешно.
«На пути армии с одной стороны была гора, а с другой — река Дрина; проход был такой узкий, что идти надо было по одному. Враги приготовились и поставили пушки во всех узких местах; даже птица не могла пролететь».
В августе Матьяш Корвин подошёл к остававшемуся под османами городу Зворник и осадил его. Мехмед отошёл к Софии, где дождался прибывшего в ноябре или декабре Махмуда-пашу и послал его с армией к Зворнику, а сам вернулся в Эдирне. Вместе с Махмудом-пашой были Насух-бей и Али-бей Михалоглу. Турсун-бей, участник кампании, писал, что путь был опасен и Махмуд-паша собрал своих командиров на совет. Большинство знавших эти места говорили, что к Зворнику этим путём не пройти и надо идти через Сребреницу, но османский отряд в Зворнике мог и не продержаться так долго. Тогда Махмуд-паша собрал воинов, уроженцев этих мест, пообещал им тимары (земельные поместья) и дал задание: пробраться лесами к осаждённому Зворнику и криком оповестить осаждённых, что армия султана на подходе и будет через три дня. Согласно османским источникам, весть о приближении султана вселила в осаждающих страх, и они, предприняв последнюю попытку штурма, бежали. В это время подоспел авангард османской армии — акынджи во главе с Михалоглу Али-беем. Махмуд-паша преодолел трёхдневный перегон галопом за ночь, нагнал венгерскую армию и разбил её. Со множеством пленных он вернулся в Софию.

### 1467 год. Албания
В 1467 году османские войска, осаждавшие город Круя, атаковал Скандербег. Мехмед и Махмуд-паша с армией отправились в Далмацию. При приближении армии Скандербег со своим войском скрылся в горах. Мехмед послал Махмуда-пашу с частью армии преследовать отряды Скандербега, а сам с другой частью разорял близлежащие территории. Однако Скандербег две недели уклонялся от боя, а затем спустился к побережью и погрузил своих бойцов на венецианские галеры, в то время как Махмуд-паша набирал всё больше добычи и пленных. Мехмед же, опустошив окрестности, осадил опять Крую. Через несколько дней стало понятно, что город не взять с наскока, тогда он оставил у города войска, достаточные для его полной блокады и вернулся в Стамбул.
Турсун-бей и Кемальпашазаде сообщают, что после отплытия Скандербега Мехмед послал великого визиря в Скутари, Махмуд-паша атаковал город и разграбил окрестности города, а затем вернулся с большой добычей к султану.

### 1467—68 гг. Покорение Карамана
В 1464 году умер правитель Карамана Ибрагим-бей, оставив шесть сыновей от сестры Мурада II и ещё одного сына — Исхака — от другой матери. Это послужило началом длительной войны за наследование между его сыновьями. Чтобы не дать родственнику Мехмеда II править в Карамане, Узун-Хасан вмешался и утвердил Исхака как эмира. Одновременно он отправил посольство в Венецию, предложив антиосманский союз. Это предложение устроило Венецию, в результате чего Мехмед столкнулся с альянсом Венеции и Венгрии на западе и Узун-Хасаном на востоке. Мехмед поддержал Пир Ахмета, своего кузена, помог разбить силы Исхака и стать правителем Карамана, однако Пир Ахмет оказался неблагодарным вассалом. В 1467 году он отказался присоединиться к планируемой Мехмедом кампании против мамлюков, чем разгневал султана. Вместо того, чтобы направиться к Дамаску, Мехмед пошёл на Караман с целью наказать Пир Ахмета. Османская армия захватила столицу Карамана — Конью, сам Пир Ахмет бежал к Узун-Хасану. Махмуд-паша был отправлен преследовать Пир Ахмета, но тому удалось ускользнуть. Некоторые историки (Саад-эд-дин, Кемальпашазаде и Нешри) считают, что спастись правителю Карамана удалось благодаря небрежности Махмуда-паши. После захвата Карамана Мехмед решил переселить часть населения в Стамбул, чтобы ослабить возможную базу для мятежа. Это задание он поручил Махмуду-паше, а сам уехал в столицу.

## Последние годы

### 1468 год. Снятие с поста великого визиря
В 1468 году, считая нецелесообразным продвижение в южном направлении, Мехмед II вернулся в столицу, оставив Махмуда-пашу с заданием переселить часть населения Карамана в Стамбул. Пока тот выполнял распоряжения султана, пришёл эдикт о снятии его с поста и замещении его Рум Мехмедом-пашой; самому Махмуду повелевалось вернуться в Стамбул. По возвращении его ждала новость, что он не только снят с поста великого визиря, но и лишён должности бейлербея Румелии. Странную церемонию снятия с должности описывают османские историки (Ашик-паша-заде, Саад-эд-дин, Кемальпашазаде): «Когда они прибыли в Карахисар, султан велел развалить тент (шатёр) Махмуда-паши над его головой, арсенал Махмуда-паши погрузить на верблюдов и присоединить к арсеналу султана». Турсун-бей не описывает такой церемонии, но он передаёт слова Мехмеда: «Я снял его. Пусть не появляется при моём дворе». Самое распространённое мнение о причинах снятия Махмуда-паши состоит в том, что Рум Мехмед-паша интриговал и обвинил его в неправильном проведении депортации караманидского населения в Стамбул. Ашик-паша-заде передаёт слова Рум Мехмеда-паши о том, что Махмуд-паша позволял (возможно, не безвозмездно) богатым остаться и переселял только бедные семьи. Часть историков полагает, что обвинения были не беспочвенны, тогда как другая часть считает их следствием зависти.
Турсун-бей говорит и о других возможных причинах снятия с поста. По его словам, именно Махмуд-паша заверял в 1464 году Мехмеда в том, что Пир Ахмет будет верен соглашению, и убедил султана поддержать претензии Пир Ахмета на трон. Других причин Турсун-бей не приводит. Кажется странным, что одна такая ошибка могла стоить поста успешному в остальных начинаниях великому визирю.
Нешри, Саад-эд-дин и Кемальпашазаде называли ещё одну причину: во время караманской кампании Мехмед поручил Махмуду-паше преследовать и пленить Пир Ахмета, но тому удалось уйти. Неудавшееся пленение Пир Ахмета эти историки считали одной из главных причин смещения Махмуда-паши. Кемальпашазаде даже утверждал, что Махмуд-паша симпатизировал Пир Ахмету. Возможно, между Махмудом-пашой и Пир Ахметом действительно существовали неявные отношения, хотя документально это не засвидетельствовано.
Дружеские отношения были у Махмуда-паши и с другим анатолийцем — Исфендияроглу Кизил Ахмедом, братом Измаила-бея. После захвата Синопа и Кастамону у Измаила-бея их не передали в управления Кизилу Ахмеду, как обещал султан. Он получил лишь тимар в Румелии. Похоже, это Кизил Ахмеда не удовлетворило, и он сбежал в Караман, а затем в Ак-Коюнлу к Узун-Хасану, в войсках которого сражался с османской армией. В предательстве Кизил Ахмеда Махмуд-паша не был виноват, но и в этом случае, как и с Пир Ахметом, Махмуд-паша уговорил султана довериться ненадёжному человеку.
Помимо этого в друзьях у Махмуда-паши был также Насух-бей, вали Албании, который злоупотреблял своей властью, а потом за связи с Узун-Хасаном был казнён (разрублен напополам). Кемальпашазаде сообщал, что позднее Махмуд-паша интересовался у Мехмеда о причине его гнева в 1468 году. Мехмед сначала уклонялся от разговора, но потом сказал: «Ты поддерживал своих порочных друзей, разорявших мою землю». При этом он возложил на Махмуда-пашу ответственность за все деяния его друзей.

### 1469—70 годы. Санджакбей Галлиполи. Негропонте
1, 2. Батареи Мехмеда
3, 4, 5. Батареи Мурада-паши
6. Батарея Махмуда Паши
7. О. Миллемоза
8. Основной османский лагерь
9. Лагерь Мехмеда
10. Первое место понтонного моста (13 июня)
11. Второе место понтонного моста (ок. 5 июля)
12. Мост и крепость на мосту
13. Порта ди Темпио (Ворота Храма)
14. Порта ди Кристо (Ворота Христа)
15. Равелин ди Темпио (Равелин Храма)
16. Равелин "Иль Стретто" (Равелин «Пролив»)
17. Равелин дель Буркио
18. Доминиканский монастырь и правительственная ложа
19. Положение венецианского флота (10 июля 1470 года)
Неизвестно, чем занимался Махмуд непосредственно после снятия с поста великого визиря и бейлербея Румелии — хроники и документы молчат о нём в течение 1469 года. Однако опала длилась недолго, и уже в следующем году Махмуд-паша занимал пост санджакбея Галлиполи — командующего флотом (в следующем веке командующий флотом будет носить название «капудан-паша» и звание уже бейлербея). Это был высокий и ответственный пост, хотя и не сравнимый с постом великого визиря. Возможно, что Махмуд получил назначение вскоре после смещения: точных данных о его дате нет, но известно, что к началу кампании против венецианской колонии Негропонте Махмуд-паша командовал флотом. 8 января 1470 года европейский агент, представитель торговой венецианской компании в Галлиполи, информировал руководство, что Махмуд-паша — санджакбей Галлиполи и отвечает за подготовку флота. Один из торговцев в письме от 14 февраля 1470 года описывал эту подготовку. Для начала Махмуд-паша отправил приказ во все концы империи, чтобы ему присылали людей для формирования команд судов. Это произошло в конце декабря 1469 или самом начале января 1470 года. В том же письме сообщается, что зимой были волнения в Стамбуле из-за нехватки хлеба, потому что мельницы были перегружены, готовя муку для армии, а в Бурсе произвели огромное количество пороха.
К весне флот был готов, и Махмуд-паша отплыл к Эвбее (Негропонте), а Мехмед с армией отправился к Халкиде посуху. По пути к Эвбее Махмуд-паша атаковал «островные крепости» (Имброс, Лемнос и Скирос). 14 июня флот подошёл вошёл в пролив и на следующий день был у города. В Халкиде венецианцы до подхода флота и армии разрушили мост, но суда Махмуда-паши вошли в узкий пролив и образовали понтонный мост — переправу из состыкованных галер, по которой часть армии переправилась на остров. 25 июня Махмуд-паша от имени султана предложил осаждённым сдаться на выгодных и почётных условиях (освобождение от налогов на десять лет, высокие посты для венецианских чиновников, дополнительный особняк для «благородных» людей). Получив отказ, османы начали штурм, причём Махмуд-паша атаковал город со стороны моря. Все визири Мехмеда советовали ему отступиться, считая захват города невозможным, и один только Махмуд-паша уговаривал его продолжать штурм. Сам санджакбей упорно бомбардировал стены города из пушек, пробивая бреши.
Штурм продолжался несколько дней, пока весть о скором подходе венецианского флота не подтолкнула османов к более решительным действиям. Анджиолелло был среди защитников города. Он писал, что венецианский флот показался 11 июля и спровоцировал панику среди османов, боявшихся, что венецианцы сожгут их переправу из судов. Даже султан был испуган, и от бегства его удержал лишь Махмуд-паша. По прибытии венецианского флота все визири, советовавшие султану отступить, стали нападать на Махмуда и обвинять его, однако он, не обращая на них внимания, продолжил бомбардировать стены города, после чего предпринял атаку. После многочасового боя Халкида была взята. Анджиолелло спасся, перейдя на службу к султану и приняв ислам. По его словам, город был взят 12 июля. Все историки сходятся в том, что атаку начали части Махмуда-паши, ворвавшиеся в город, и отдают ему главную роль в этой кампании.
Правитель Негропонте Паоло Эридзо укрывался в одной из башен и сдался только после обещания султана сохранить ему голову на плечах. Греческие и итальянские источники, написанные намного позже и не свидетелями событий, сообщали, что судьба жителей города была страшна: все молодые женщины, девочки и мальчики, которые не были убиты или изнасилованы, были разобраны в гаремы. Мужское население, выжившее при штурме, было убито. Особо ужасно живописалась судьба Паоло Эридзо, который был убит. Например, говорили, что он был распилен пополам — так Мехмед якобы выполнил обещание «оставить ему голову на плечах», или сообщали, что «Мехмед убил его лично и омыл лицо и руки в его крови». Однако описание осады и падения Негропонте в труде Анджиолелло не содержит упоминаний о такой казни. Распространена версия, что при падении Негропонте была якобы захвачена и дочь Паоло Эридзо, Анна, которая отказалась вступить в гарем султана и была казнена. Хроники и современные документы не зафиксировали наличия дочери у Паоло Эридзо, который не был женат. Предполагается, что мнимая дочь и семья были приписаны Эриздо, чтобы сделать рассказ о падении Негропонте и смерти Эридзо ещё более эмоциональными. Венецианский флот так и не рискнул атаковать, однако некоторое время следовал в стороне за османским флотом на его обратном пути в Стамбул. Махмуд-паша посмеялся над венецианцами, сказав, что они в лучших традициях предоставляют ему эскорт.

### 1472—73 годы. Второй визират. Отлукбели
В 1471 году, договорившись с венецианскими послами, Узун-Хасан стал союзником Венеции, а летом 1472 года войска Ак-Коюнлу напали на недавно захваченный османской армией Караман. Во главе армии, помимо военачальника Узуна-Хасана, стояли Караманоглу Пир Ахмед и, возможно, Караманоглу Касым-бей и Исфендияроглу Кизил Ахмед. Главным событием кампании был захват и разорение Токата. 26 августа 1472 года Мехмед созвал визирей на совет, а на следующий день вызвал Махмуда, «наиболее отважного и опытного человека при дворе», из Галлиполи. 5 сентября Исхак-паша был снят с поста великого визиря, а Махмуд-паша вторично назначен на эту должность. Армия Румелии была вызвана в Стамбул и прибыла 20 сентября во главе с бейлербеем Румелии, любимцем Мехмеда, Хасс Мурадом-пашой. В преддверии кампании Махмуд-паша сразу поднял оплату янычарам с одного до десяти акче. Как сообщает Саад-эд-дин, великий визирь предложил Мехмеду перенести кампанию на весну из-за суровых анатолийских зим. Весной армия выдвинулась в Восточную Анатолию против сил Ак-Коюнлу.
Османские источники сообщают, что Мехмед выслал вперёд на разведку Махмуда-пашу и Хасс Мурада-пашу. Неприятель, применив распространённую тактику войск кочевников, имитировал отступление, чтобы заманить османский отряд в ловушку. Опытный Махмуд-паша понял замысел противника и старался отговорить Хасс Мурада-пашу от преследования. Когда он понял, что Хасс Мурад не отступится, он попросил его подождать и сказал, что сам осторожно продвинется вперёд. Однако Хасс Мурад не внял совету Махмуда-паши и ринулся вперёд, пересёкши Евфрат. Согласно Турсун-бею, Хасс Мурад боялся, что в случае, если враг будет разбит Махмудом-пашой, то Махмуду и достанется вся слава. Другие историки (Кемальпашазаде, Ашик-паша-заде, Нешри, Саад-эд-дин) винят в этой непродуманной атаке молодость, нетерпеливость и неопытность Хасс Мурада. Так или иначе, но, не послушав Махмуда-пашу, Хасс Мурад попал в ловушку Узун-Хасана. Эта битва была катастрофой для османов: Хасс Мурад-паша погиб, утонув вместе с большим числом воинов, несколько выдающихся командиров, в том числе Тураханоглу Омер-бей и Фенариоглу Ахмед-паша, были взяты в плен. Общие потери оцениваются в 4000 человек. Поражение османского авангарда породило надежды в Европе. Ходили разные слухи, порождённые донесением Катерино Дзено, о поражении Мехмеда и даже о его смерти.Некоторые историки обвиняют Махмуда-пашу в смерти Хасс Мурада-паши (Нешри, Кемальпашазаде). Обвинения сводятся к тому, что он не предупредил Хасс Мурада об опасности, зная, что воины Ак-Коюнлу часто устраивают такие ловушки. Обвинения не были прямыми, но похоже, таковы были настроения, и Мехмед разделял эти подозрения. Анджиолелло, служивший в это время Мехмеду, писал, что Мехмед был рассержен на Махмуда-пашу, поскольку тот якобы не помог Хасс Мураду, завидуя ему.
Анджиолелло и Катерино Дзено сообщают, что после разгрома армии Хасс Мурада-паши войска Узун-Хасана преследовали отряд Махмуда-паши, и он вступил в сражение с ними. Османам удалось продержаться до ночи, а ночью — скрыться. Однако это была не последняя битва в кампании. Через неделю 11 августа состоялось сражение при Отлукбели. Махмуду-паше вместе с бейлербеем Анатолии, Давудом-пашой, было поручено идти в авангарде и атаковать центр армии Узун-Хасана. Фланги армии под началом шехзаде Мустафы и шехзаде Баязида разбили фланги армии Узун-Хасана, сражавшиеся под началом сына Узун-Хасана Зейнела и Караманида Пир Ахмеда. Зейнел погиб. Угурлу Мехмед командовал отдельным отрядом. Основная часть армии под началом Мехмеда присоединилась к авангарду Махмуда-паши и Давуда-паши и атаковала центр войск Узун-Хасана. Армия Ак-Коюнлу была разбита, и Узун-Хасан еле спасся бегством. Мехмед хотел преследовать остатки армии противника, но Махмуд-паша его отговорил. После бегства отца и смерти брата Угурлу Мехмед тоже бежал. Позже он поднял восстание против отца, проиграл, бежал в Стамбул и получил в жёны дочь Мехмеда Гевхерхан.
Напоследок армия Мехмеда осадила Карахисар. Командир гарнизона, Дара-бей, встретился с Махмудом-пашой и запросил милости. Связавшись с Мехмедом, османский военачальник получил разрешение султана простить Дара-бея.

### 1473 год. Дулкадир. Второе снятие с поста
В 1454 году умер Сулейман-бей, правитель бейлика Дулкадир. Дочь Сулеймана-бея, Ситти Мюкриме-хатун была одной из жён Мехмеда. Сын Сулеймана-бея, Мелик Арслан-бей, правил бейликом до 1465 года, пока не был убит братом Шахбудаком, притязания которого поддерживал мамлюкский султан. В пику им Мехмед назначил правителем в Дулкадире ещё одного брата — Шехсувара-бея, который выслал Шахбудака и утвердился на троне. Судя по переписке Шехсувара и Махмуда-паши, великий визирь дал Шехсувару задание оттягивать прямое столкновение с мамлюками. Он советовал ему тянуть время и желал успеха. В случае обострения ситуации Махмуд-паша обещал Шехсувару-бею, что султан лично примет участие в разрешении конфликта или войне. Вскоре после возвращения в Стамбул из кампании против Узун-Хасана Махмуд-паша был опять снят с поста. Причинами снятия назывались неудачная кампания, неоправданное настаивание на завоевании Карахисара в начале кампании, отказ от преследования Узун-Хасана, а также обещания, которые Махмуд от имени султана давал Шехсувару. После снятия Махмуд-паша удалился в своё поместье возле Хасково, который он превратил в «зависть всем городам, построив там мечеть и медресе».

## Дипломатия
Все дипломатические переписки демонстрируют огромное уважение европейцев к той власти, которая была у Махмуда-паши. Приезжая с миссией к султану, все послы встречались предварительно с Махмудом-пашой — чтобы увидеть султана, было необходимо получить разрешение великого визиря. Даже в том случае, когда послы встречались с султаном, тот сам не вникал в детали, а встречи были короткими, поскольку Мехмед доверял мнению Махмуда-паши. Как переговорщик, Махмуд был агрессивным и напористым, часто использовал угрозы для того, чтобы добиться поставленной цели. Однако он был гибким и проницательным, всегда понимая, где грань, за которой давление бесполезно.

### Рагуза
Отношения Рагузы с Османской империей были установлены в 1442 году (после кампании Мурада II по захвату Сербии). Рагуза согласилась платить 1000 дукатов в год султану в качестве дани. В свою очередь османы соглашались защищать интересы рагузских торговцев в империи. Примерно в середине 1457 года произошёл инцидент, описанный в хронике Марино Гондолы. По его описанию, Боссилко Павлович был послан в Стамбул с охранной грамотой, высланной ему от имени султана, однако его тут же арестовали. На запросы из Рагузы с венгерскими курьерами был прислан длинный список требований. В ответ сенат Рагузы приказал всем своим торговцам покинуть границы империи, опасаясь за их безопасность. В начале следующего года при посредничестве Мары Бранкович Рагуза запросила охранную грамоту, желая послать официального посла. 14 января 1458 года Матко Смолянинович выехал в Стамбул, где передал Махмуду-паше письмо от сената. Миссия Матко была успешна, грамоту он получил, и султан приказал Исхакоглу Исе-бею организовать эскорт для посла Рагузы.
Интересны инструкции, которые в Рагузе получили послы. Махмуду-паше следовало дать от 100 до 200 дукатов в подарок. Помимо великого визиря, послы должны были встретиться с визирем Исхаком-пашой, но тайно от Махмуда. Если они найдут Исхака-пашу расположенным к себе, то ему следовало подарить от 50 до 100 дукатов. На переговорах с Рагузой в 1458 году Махмуд-паша потребовал, чтобы ему продемонстрировали фирман Мурада о привилегиях Рагузе. Ему удалось в четыре раза повысить своё личное вознаграждение за договор и в пять раз — сумму, выплаченную султану.
Через Рагузу Махмуд-паша выяснял судьбу своего пленённого брата. Сохранились письма, в которых чиновники из Рагузы пишут гражданину республики Дамиано де Георгио, служившему в Венгрии среди тех, кто охранял Михаила Ангеловича: «мы должны объяснить, что господин Михаил, брат упомянутого Паши, доверен тебе, и этот Паша знает, что ты делаешь. И мы просили тебя написать Паше, рассказать, что из уважения к нему и по просьбе синьории ты составишь хорошую компанию упомянутому господину Михаилу, и, более того, организуешь, чтобы этот господин Михаил написал собственноручно Паше письмо». Согласно письму рагузских послов из Стамбула, Махмуд-паша был на них сердит и не желал с ними встречаться. Махмуд передал послам письмо, в котором заявлял, что не желает никакого мира с Рагузой, пока она не обеспечит освобождение его брата. В письме сената Дамиано де Григорио указывалось: «ты знаешь, что в его [Махмуда-паши] руках сделать нам плохо или хорошо».
Неизвестно, сыграла ли роль эта позиция Махмуда-паши, однако в 1460 году Михаил Ангелович был ещё в Венгрии. В 1461—1462 годах не зафиксировано активной переписки; сохранилось свидетельство о передаче великому визирю писем в феврале 1461 года и марте 1462 года. Их содержание не известно, но в хронике Марино Гондолы есть запись о том, что «Махмуд-паша, будучи в Славонии, арестовал всех рагузских торговцев в Сребренице и Наренте». От этой операции султан получил 5000 дукатов. Итогом переговоров стала выплата Рагузой дани, увеличенной на 1300 дукатов, и возобновление данных ей торговых привилегий.

### Венеция

#### 1461—1462
В период перед войной с Венецией правительство Мехмеда II в лице великого визиря вело достаточно интенсивные переговоры с венецианскими посланниками. 2 марта 1461 года Никколо Сагундино был инструктирован в сенате и снабжён 200 дукатами для подарков высшим чиновникам империи. Сандугино сообщили, что верительные грамоты надо представить Махмуду-паше, «занимающему первое место после султана». Переговоры велись относительно османских рабов, сбежавших в венецианские владения в Морее. Например, один раб-христианин украл 100 000 акче и сбежал с деньгами из Афин в Корон. Вор пришёл к члену совета города Джироламо Валарессо, который предоставил рабу убежище, взяв за это часть денег. На требование османских чиновников вернуть раба Варессо ответил отказом. В следующем году в итоге переговоров венецианским послом Пьетро Барбариго были привезены три беглых раба и 30 000 акче в возмещение убытков и было обещано, что все чиновники, замешанные в деле, будут наказаны.

#### Война 1463—1479 годов. Переговоры о мире
После начала войны венецианский посланник Барбариго был заключён в тюрьму, откуда его выпустили в 1465 году. Между Пьетро и Махмудом-пашой был разговор, в котором великий визирь выразил удивление тем, что Венеция начала военные действия без причин. Барбариго инструктировали в письме ответить Махмуду-паше, что венецианцы были спровоцированы османским нападением на Аргос. В начале лета великий визирь послал в Венецию мирные предложения с Якопо де Боном из Рагузы. Неизвестно точно, что предлагал Махмуд-паша, поскольку архив сената сохранил лишь сам факт получения письма, но не текст. Венецианцы подтвердили своё стремление заключить мир. В 1466 году Махмуд-паша отослал в Венецию ещё одного посланника с письмом. 20 февраля этот посланник отбыл из Стамбула, везя с собой гарантии безопасности для венецианского посла, которого великий визирь приглашал для переговоров. Сенат сомневался в мирных намерениях Мехмеда, поэтому посол приехал не сразу. С собой он вёз подарки всем пашам, которые будут участвовать в переговорах. Существуют различные датировки этого посольства — от февраля 1466 до февраля 1467 года. Более убедительной, по оценке Ставридеса, является вторая. Также есть различные версии относительно того, почему переговоры сорвались. По одной из версий, поддерживаемой Санудо и Малипиеро, флорентийцы и генуэзцы заранее настроили Махмуда-пашу против венецианских предложений. Во время переговоров он возложил всю вину за начало войны на венецианцев и угрожал эскалацией конфликта. Настоятельное желание венецианцев увязать заключение мирного договора с Венецией с договором с Венгрией, по мнению Санудо, также сыграло роль.
Критовул описывает переговоры по-иному. Согласно его версии, венецианцы настаивали на том, что по мирному договору за каждой стороной должны быть оставлены те земли, которыми она владела на момент переговоров, тогда как султан настаивал на возвращении Имброса и Лемноса и выплате годовой дани с этих островов, которую он не получил. Махмуд-паша отослал посла и передал с ним, что Венеции не следует посылать в Стамбул посла до тех пор, пока сенат не примет условий султана. В 1467 году ещё одна попытка переговоров о мире привела к неудаче.

#### «Маут Басса»
22 декабря 1470 года и 3 января 1471 года Совет десяти собирался для обсуждения предложения, сделанного неким «Маут Бассой» и переданного через албанского аристократа Алессио Спана (именно он был посредником при переговорах 1467 года). В этом предложении «Маут Басса» предлагал отдать венецианцам Чёрную Крепость в Дарданеллах и османский флот за 40 000 дукатов годового дохода, пока он не сможет стать господином Мореи. Иоанн Кантакузин должен был получать 4000 дукатов ежегодно как постоянный посредник, Алессио Спан — 1000 дукатов ежегодно и «брат указанного Маут Бассы» — 10 000 дукатов ежегодно. Через посредника было передано «Маут Бассе» согласие Синьории с условиями и предложение помощи в любом виде. Неизвестно, получил ли «Маут Басса» это послание, но никакой реакции от него не последовало.
Через два года Алессио Спан и Иоанн Кантакузин прибыли в порт Медоа в Албании и привезли как предложения султана о мире, так и новые предложения «Маут Бассы». В письме да Молина подробно излагаются мирные предложения султана, а в следующем письме он пишет о предложении «Маут Бассы» помочь ему занять Константинополь и прислать для этого флот. Венецианцы информировали «Маут Бассу», что дадут секретные распоряжения своему адмиралу и помогут деньгами. 23 января 1473 года Совет десяти обсуждал сомнительность мотивов Паши. Им было непонятно, искренен ли он с ними или ведёт странную неясную для них игру. Кроме того, они обсуждали вопрос, не стоит ли выплачивать ежегодно меньшие суммы, чем планировалось, исходя из более низкого поста «Маут Бассы». 5 апреля 1473 года были посланы окончательные секретные инструкции адмиралу по оказанию «Маут Бассе» любой помощи. Венецианскому капитану в Скутари, Антонио Лоредану, были посланы 4 письма для посредников с гарантиями выплат, датированные 13 апреля. Лоредан был проинструктирован не выдавать этих писем адресатам до тех пор, пока паша находится в милости у султана.
Есть много аргументов за то, чтобы считать «Маут Бассу» Махмудом-пашой. Все косвенные признаки указывают на это. Махмуд-паша в момент начала «дела Маут Бассы» был санджакбеем Галлиполи и командующим флота, потому он вполне мог обещать венецианцам передать флот и крепость в Дарданеллах. К этому времени он был снят с поста великого визиря и мог затаить обиду. На то, что именно Махмуд был «Маут Бассой», указывает и сообщение о понижении «Маут Бассы» в должности в 1473 году, которое обсуждалось Советом десяти.
Личности посредников тоже указывают на Махмуда-пашу. Алессио Спано до этого дела уже был посредником между ним и венецианцами в мирных переговорах. Иоанн Кантакузин был уроженцем Ново-Бродо, как и Махмуд-паша. И Алессио, и Иоанн были его дальними родственниками (или считали себя таковыми). Алессио Спан выводил свой род от Алексия III Ангелоса.
Однако наиболее вероятным, по мнению Ставридеса, будет предположить, что предложения «Маут Бассы» были совместным проектом султана и великого визиря, направленным на то, чтобы венецианцы считали Махмуда-пашу своим доверенным лицом. Это могло дать им возможность устроить дипломатическую или военную ловушку.

### Контакты с другими государствами
Махмуд-паша вёл переговоры с Узун-Хасаном, представляемым Сарой-хатун, с Сербией, представляемой на переговорах Михаилом Ангеловичем и Стефаном Томашевичем. Известно о регулярных контактах Махмуда-паши от имени султана с Флоренцией. После битвы при Отлукбели Махмуд-паша принимал венгерского посла.

## Смерть. Возможные причины

### Смерть шехзаде Мустафы
В 1474 году умер шехзаде Мустафа. У разных историков указаны разные даты его смерти: Ф.Бабингер вслед за Анджиолелло указывал июнь 1473 года, И.Узунчаршилы — январь 1474 года. Анджиолелло, служивший в свите Мустафы, написал, что после смерти Мустафы Мехмед три дня был в отчаянии. Согласно описаниям некоторых хронистов, арест и казнь Махмуда-паши могли быть непосредственным следствием смерти любимого сына султана, поскольку шехзаде Мустафа и Махмуд были в крайне натянутых отношениях. Причина этих трений неизвестна, возможно, что это связано с женой Махмуда-паши. Через столетие даже возникла версия, что Махмуд-паша отравил Мустафу за «осквернение своего гарема». Также говорили, что Махмуд-паша в период траура не надевал чёрные одежды.
Мюали описывает последние дни перед арестом Махмуда-паши очень подробно. Махмуд долго колебался, но всё же решил поехать в Стамбул и принести соболезнования султану по случаю смерти Мустафы. Его друзья отговаривали его, но он не послушался. При входе во дворец бывший великий визирь встретил Тефтина-агу, своего бывшего раба, который тоже отговаривал его от встречи с султаном. Но Махмуд-паша всё же пошёл и предстал перед рыдающим Мехмедом. Увидев Махмуда, султан якобы воскликнул: «невозможно, чтобы враг Мустафы оставался в живых».

### Узун-Хасан и друзья Махмуда-паши
У Махмуда-паши были друзья, поведение и поступки которых вызывали гнев Мехмеда (Пир Ахмет, Кизил Ахмед, Насух-бей). Первая опала и снятие с поста великого визиря в 1468 году, возможно, были вызваны именно этим. Вызывает интерес то обстоятельство, что все трое так или иначе имели сношения с правителем Ак-Коюнлу. Возможно, что между Махмудом-пашой и Узан-Хасаном существовали некие отношения. Можно вспомнить, как ещё в 1461 году во время посольства Сары-Хатун Махмуд-паша убедил Мехмеда не воевать с Узун-Хасаном. После кампании против Узун-Хасана Мехмед мог это вспомнить и поставить Махмуду-паше в вину вкупе со смертью Хасс Мурада-паши, своего нового фаворита. Источники также сообщают, что в вину Махмуду-паше было поставлено то, что он отговорил султана преследовать Узун-Хасана после Отлукбели.

### Арест и казнь
Согласно Анджиолелло, Махмуд-паша вернулся в Стамбул после Анатолийской кампании 1473 года на шесть дней позже султана. На третий день после возвращения он попросил аудиенции у Мехмеда, во время которой был арестован и отправлен в Едикуле. Поскольку остальные хронисты пишут об аресте и казни в 1474 году, версия Анджиолелло, по-видимому, ошибочна.
После смерти шехзаде Мустафы Махмуд решил приехать в Стамбул и повидаться с Мехмедом. Саад-эд-дин и Кемальпаша сообщают, что предстоящая встреча Мехмеда с Махмудом вселила страх в соперников и врагов бывшего великого визиря. Они боялись, что он опять войдёт в фавор у султана и станет силён, поэтому срочно оклеветали его. Султану говорили о ненависти опального царедворца к шехзаде Мустафе и обо всех вещах, когда-либо сердивших Мехмеда в действиях Махмуда-паши. Недоброжелатели уговорили Мехмеда выслать шпионов для слежки за Махмудом. «Шпионы, посланные ими, вошли неожиданно и увидели уважаемого Пашу одетым в белое и играющим в шахматы. Он снял траур раньше, чем Мехмед и армия».
Тактика врагов Махмуда-паши принесла плоды, был выпущен приказ об его аресте. Опальный вельможа был заключён в стамбульскую крепость Едикуле. Точно не известно, сколько времени Махмуд пробыл в тюрьме: Саад-эд-дин называет 18 дней, Мюали — 50 дней, Анджиолелло — 6 месяцев.
«В 879, в Раби аль-авваль, источник его жизни иссяк: сад его существования завял. В третью ночь этого месяца солнце его жизни закатилось за горизонт смерти. Его время пришло к концу. Он был удавлен».
По словам Мюали, после пятидесяти дней заключения Махмуд-паша написал султану письмо с просьбой или казнить его, или помиловать. Его привели к Мехмеду, и он сказал: «Я служил тебе сорок лет, если моё преступление велико — убей меня, если же нет — освободи».
Анджиолелло сообщает, что Мехмед приказал субашу Стамбула  удавить Махмуда тетивой лука. 18 июля (или 18 августа) 1474 года Махмуд-паша был казнён.
Использование тетивы лука как орудия казни указывает на уважение. Такой способ использовался лишь для членов семьи султана и наиболее высокопоставленных чиновников, поскольку не предполагал пролития крови. Мехмед приказал похоронить бывшего великого визиря с почестями в его тюрбе при мечети, построенной по заказу Махмуда-паши.

## Поэт и меценат
Махмуд-паша был известным поэтом. Его Диван включает в себя стихи и на персидском, и на османском языке. В основном он состоит из газелей (aa/ba/ca/da…). Это сильно стилизованная поэзия со специфическим лексиконом, такие стихи могут интерпретироваться на многих уровнях. Любовная лирика Махмуда скрывает мистический суфийский смысл. Существуют разногласия относительно псевдонима Махмуда-паши. Ашик Челеби и Шехи-бей, написавшие биографии османских поэтов, писали, что псевдоним Махмуда-паши был Адни, Латифи же считал, что Адли
.
Под патронажем Махмуда-паши Энвери создал свой труд Дустур-наме — «Книгу Визиря», а Шукрулла, посланник Мехмеда II при Каракоюнлу, написал между 1456 и 1459 годами Бехджету’т Теварих — всемирную историю, включающую хронику османов. Хотя Турсун-бей и не посвятил свою «Историю» Махмуду-паше, казнённому задолго до её написания, но под началом Махмуда-паши и при его покровительстве Турсун-бей служил 12 лет секретарём дивана. Эти годы, по его словам, «были самыми приятными» в его жизни. Среди менее знаменитых протеже Махмуда-паши Хамиди, Халими, Саруджа Кемаль, Хайяти, Низами, Джемали. Во дворце Махмуда-паши происходили собрания учёных и поэтов, на которых читались стихи и устраивались дискуссии. Ашик Челеби упоминает еженедельные публичные обеды, на которые мог прийти любой желающий.
Сарука Кемаль был приглашён Махмудом-пашой в качестве учителя для домашних и мюдерриза в медресе в Хаскове. Караманлы Мехмед-паша тоже был учителем в одной из школ Махмуда-паши, уже в Стамбуле, а после был назначен с его помощью на пост нишанджи (государственного секретаря). Первым мюдерризом в его школе был Мухиддин Мехмед-эфенди, который потом стал кадиаскером. Махмуд-паша посещал занятия у учёных людей, например — Аллаэддина Туси (1420—1482), известного философа. Молла Ильяс и Мевляна Абдулкерим были друзьями Махмуда-паши с детства. Мевляна Абдулкерим сделал блестящую карьеру, став шейх аль-исламом. Мевляна Вилдан тоже находился под покровительством великого визиря и ревновал к тому вниманию, которое Махмуд-паша оказывал Абдулкериму. Мевляна Вилдан благодаря помощи Махмуда-паши был переведён из Галлиполи в Стамбул.
Однако не всегда отношения Махмуда-паши с учёными людьми были отношениями покровительства. Молла Мустафа (Ходжазаде) стал наставником Мехмеда и был близок к султану. Согласно османскому историку Ташклпрюзаде, «Махмуд-паша испытывал зависть и ревность» в связи с их дружбой и постарался её разрушить. Он сообщил Мехмеду, что Ходжазаде хочет пост кадиаскера (вместо поста наставника), а Ходжазаде он сказал, что султан сам хочет назначить его на этот пост. Султан предложил Ходжазаде пост кадиаскера, и тот согласился. После этого Ходжазаде и султан стали видеться реже.

## Семья

### Первая жена
К. Финкель считала, что «Махмуд-паша Ангелович… был женат на дочери султана», но это, вероятно, ошибка, поскольку никакие другие источники этот факт не подтверждают.
Халкокондил сообщал о женитьбе Махмуда на дочери Заганоса: «так случилось когда Заганос-паша был визирем, его дочь была обещана в жёны Махмуду, сыну Михаила. Махмуд пошёл посмотреть свою будущую жену вместе с султаном, и когда последний увидел её, то влюбился в женщину и женился на ней сам, а Заганос дал другую дочь Махмуду». То, что женой Махмуда-паши была дочь Заганоса, отмечают и другие источники. Нет сомнений и в том, что вторая дочь Заганоса была c 1451 (или 1453) по 1456 годы одной из жён Мехмеда; отправив Заганос-пашу в отставку, султан развёлся с его дочерью. Сомнительным является описание совместного просмотра невесты в контексте османских традиций. Поскольку женой Заганос-паши была дочь Мурада II, Фатьма, то жена Махмуда-паши была племянницей Мехмеда. Халкокондил называл её Сельчук-хатун.
В этом браке родились дети:
- сын Али-бей[174]; основал Ташлык-медресе в Эдирне, возле мечети, построенной отцом; для его содержания отписал три деревни в окрестностях города. Поскольку дарственная датирована 1484/85 годом, можно сделать вывод, что и после смерти отца он продолжал оставаться обеспеченным человеком[175]. Этот район до сих пор называется «медресе Али-бей».
- дочери[170].

Из других сохранившихся османских документов известно имя одной из дочерей Махмуда-паши — Хатидже-хатун. В 1524 году она учредила вакуф, построив на территории комплекса отца дополнительные здания, упомянута она так же в 1546 году. Ещё один вакуф был зарегистрирован ею в Стамбуле.

### Вторая жена и отношения с шехзаде Мустафой
Османские источники пишут о вражде между Махмудом-пашой и шехзаде Мустафой, и о том, что Махмуд-паша был счастлив от смерти шехзаде, однако не указывают причин либо ограничиваются уклончивыми выражениями: «по известной причине». Только Мустафа Али упоминает, что вражда возникла из-за «тёмного дела» и подозрений об инциденте, связанном с гаремом великого визиря.
О наличии у Махмуда-паши второй жены и детей от первой можно сделать вывод из документа, датируемого примерно началом правления Баязида II. Документ не сообщает сведений о том, состоялась ли эта женитьба после смерти первой жены, развода с ней, или же обе жены существовали одновременно. Судебный документ был обнаружен через 500 лет и содержит детали тяжбы. Дочери от первого брака Махмуда-паши предъявляли имущественные требования второй жене, заявляя, что он развёлся с ней, поскольку узнал, что она опозорила его. Они сообщали, что во время отсутствия Махмуда-паши во время одной из кампаний его жена провела ночь не дома, а в доме матери принца Мустафы, когда принц находился там же, и что, обнаружив измену, Махмуд-паша прогнал её. По словам детей Махмуда-паши, после возвращения их отца из кампании 1473 года разведённая жена через своего брата-дефтердара попросила султана повлиять на Махмуда-пашу, тот заставил визиря опять на ней жениться и свадьба состоялась в Стамбуле, однако Махмуд-паша более с ней не жил. Он уехал в Хасково, не взяв её с собой.

### Личность второй жены
Личность второй жены Махмуда-паши доподлинно не установлена. Современный историк архитектуры, Экрем Айверды, называет ею Хатидже Халиме-хатун, дочь Исфендияроглу Ибрагим-бея и Сельчук-султан, дочери Мехмеда I, однако не указывает источников. Согласно утверждению Айверды, Хадидже была замужем за Махмудом-пашой и построила мектеб в Бурсе в 1501 году, а после смерти Махмуда-паши вышла замуж за некоего Коджу-бея. Неизвестно, является ли эта информация надёжной или нет и была ли Хадидже третьей женой или же должна быть идентифицирована со второй. Согласно Алдерсону, Коджа Бали-бей был сыном Яхьи-паши и дочери Баязида II.  Про жену Коджи-бея Алдерсон пишет «вероятно, член династии; была обвинена в адюльтере» . Известно, что Бали-бей был женат на своей кузине — внучке Баязида II от дочери Айнишах-султан. Возможно также, что Махмуд-паша, упомянутый как муж этой женщины, не великий визирь, а другой человек с тем же именем — например, Кассабзаде Махмуд, с которым Махмуд-паша Ангелович перепутан в его агиографии. Однако Алдерсон (со ссылкой на Бабингера и Данишменда) утверждает, что Хатидже была женой Мурада II, сын её был убит по приказу Мехмеда после смерти Мурада, а её саму выдали замуж за Исхака-пашу.

## Значение и память

### Легенда и культ
Снятые с постов чиновники собирались у тюрбе Махмуда-паши, проводили там время и общались. Уходя на ночь, они оставляли свои прошения на гробнице и забирали их утром. Существовало поверье, что это поможет в восстановлении на службе, и ходили истории, что это подействовало. В трактате XVI века Шехи-бея сообщается, что земля с могилы Махмуда-паши целебна и излечивает от лихорадки.
В XV веке была написана легендарная биография Махмуда-паши под названием «Зарисовки из жизни Махмуда-паши», которая была популярна настолько, что ещё в XVIII веке с неё делали копии, а в XIX веке дважды напечатали. Одна из копий хранится в Университете Братиславы .
От «Зарисовок» ведёт происхождение прозвище Махмуда паши вели (тур. Veli — «святой»), один из вариантов текста носит название Menakib-i Mahmûd Paşa-i Velî. При жизни Махмуда-паши никто его так не называл.

### Благотворительность
Махмуд-паша построил большое количество культовых и благотворительных общественных сооружений:
В Стамбуле — комплекс, состоящий из одной из первых построенных после завоевания Мечети Махмутпаши (1463), тюрбе Махмутпаши (1473-74), хамама (1466-67), суда, школы, медресе (1472-73), имарета (1463), библиотеки, фонтана, гостиницы и рынка Махмутпаша, состоящего из 265 магазинов;
В Анкаре — крытый базар (сейчас в нём расположен Музей анатолийских цивилизаций) (1465—1471) и при нём караван-сарай (хан);
В Бурсе — караван-сарай (1462) и мечеть;
В Эдирне — мечеть Ташлык (1461) (впоследствии перестроена Мимаром Синаном);
В Хасково — хамам и медресе;
В Софии — пятничная мечеть (сейчас в ней расположен Национальный археологический институт и музей (София)), медресе и гостиница.
Были созданы различные фонды для управления благотворительным имуществом.
| Здания, построенные по заказу Махмуда-паши |                                                           |                                |
|                                            |                                                           |                                |
| Крытый базар в Анкаре до реставрации       | Здание Пятничной мечети Махмуда-паши в Софии, 1920-е годы | Мечеть Махмуда-паши в Стамбуле |

### Личность Махмуда-паши
Все современные Махмуду-паше источники отмечают его интеллект, умение увидеть проблему объёмно, предугадывать действия неприятеля в войне. Критовул писал, что он был «очень остр в восприятии и понимании и даже больше», когда претворял свои идеи в жизнь. Согласно Саад-эд-дину, Махмуд-паша был хорошо образован сам и уважал учёных людей, всегда поддерживал тех из них, кто был беден. По пятницам он организовывал для них пиршества, как пишет в Дустур-наме Энвери. Европейцы признавали, что Махмуд-паша, по определению Герардуса де Коллиса, «самый мудрый человек».
Махмуд-паша был прекрасным оратором, несмотря на то, что османский турецкий не был его родным языком. Произнося слова речи, он «как будто нанизывал жемчужины на нить». В частной беседе, как пишет Турсун-бей, Махмуд-паша говорил немного, но по существу. Саад-эд-дин отмечает красноречие великого визиря, его умение выстроить аргументацию, чётко доносить до собеседника мысли.
Все современники отмечают храбрость и лидерские качества Махмуда-паши. Во всех кампаниях, в которых он принимал участие, Махмуд-паша играл первые роли. Если источники не упоминали его имя в связи с какой-либо кампанией, то это означало, что он в ней не участвовал. Описывая ситуацию, когда Махмуду-паше пришлось вести войска через опасную территорию, Саад-эд-дин цветисто писал: «они шли парадом ужаса в ночи при свете пламени его меча, жадного до крови». Многие кампании были завершены победоносно только благодаря настойчивости Махмуда-паши и его решимости. Например, именно он настоял на продолжении осады Негропонте, когда все советники Мехмеда и сам султан готовы были сдаться, и он же не дал Мехмеду попасть в ловушку Узун-Гасана при Отлукбели. Хронисты отмечают храбрость Махмуда-паши не только на поле боя. Ашик-паша-заде сохранил в хронике несколько случаев, демонстрирующих бесстрашное поведение Махмуда. Одна из историй рассказывает, как однажды Мехмед беседовал с Моллой Кирими, который рассказал ему о процветающем городе, который был разрушен из-за действий плохого визиря, не уважающего улему. Султан позвал Махмуда-пашу, чтобы продемонстрировать ему результат неумелого правления визиря. Махмуд-паша ответил без колебаний и сомнений: «В этом случае надо проклинать не визиря, а султана, который сделал визиря своим партнёром в делах религии и государства, этого мира и будущего». Мехмед согласился с этим высказыванием. Махмуд-паша часто не боялся заступаться за тех, кто вызвал гнев Мехмеда. Так, он спас Деметрия Палеолога, когда тот присвоил себе доход от соляных копей. Мехмед хотел казнить его, но Махмуду-паше удалось убедить султана сохранить жизнь Деметрию. Он также спас Отман-бабу, вызвавшего гнев султана.
Однако Махмуд-паша совершал и неблаговидные поступки. Его главными отрицательными качествами, по словам лично знавшего его Турсун-бея, были ревность и зависть. Турсун-бей рассказывал, что Махмуд-паша обвинил дефтердара (казначея) Дитрека Синана-бея в измене в 1458 году, и тот был казнён по повелению Мехмеда. Из-за зависти Махмуда-паши был снят с должности философ Ходжазаде. Махмуда-пашу обвиняли в смерти Хасс Мурада-паши (из-за того, что он командовал армией в кампании 1473 года) и шехзаде Мустафы (из-за осквернения гарема).
Объём власти, которой был наделён Махмуд-паша, впечатлял его современников. Описывая Анатолийскую кампанию 1460 года, Нешри и Турсун-бей писали, что «Махмуд-паша был на высоте своей славы, как будто бы султан отказался от султаната и отдал его Махмуду». Турсун-бей отзывался о Махмуде-паши лишь в превосходных степенях. Уже вскоре после смерти Махмуда-паши Турсун-бей отметил, что «его подвиги хранятся в памяти людей и его выдающиеся деяния разносятся вокруг света, как ветер». Халкокондил сообщал, что «он стал таким, как никто до него среди тех, кого зовут великими визирями».
Шукрулла писал о нём:
основа колонн царства
султан всех визирей в мире
счастливый и высоко ценимый
Протеже Махмуда-паши Энвери называл своего патрона «возвышенным» и отзывался о нём хвалебно: «он обладал властью и пышностью равной Александровым…», «он был полной луной на небе султаната».
Личность Махмуда-паши высоко оценивалась не только его современниками. Медиевист Кеннет Ситтон называл его «доблестным» и отметил, что Махмуд-паша «почти двадцать лет был одной из самых важных фигур в Порте», а османист Франц Бабингер написал о нём:
Одна из самых выдающихся фигур в истории Османской империи.

## Комментарии
1. ↑  После захвата Фессалии турками в 1394 году многие Ангелы эмигрировали в Сербию, где их фамилия получила славянскую форму Ангелович[11].
2. ↑  859 год в Мусульманском календаре соответствует 1454 или 1455 году в зависимости от месяца.
3. ↑  Это наследие византийской традиции — император не должен был быть калекой.
4. ↑  «Мехмед велел принести себе две толстых восковых свечи, .. свечи повернул вниз, чтобы воск с пламенем капал ему на глаза так долго, пока они не выпали. Потом он приказал палачу, чтобы тот выдрал у него две полосы кожи по всей спине вплоть до плеч; и целую неделю он был жив; и ему каждый придумывал другие мучения и оставили его лежать на дороге, пока его не съели собаки»[61].
5. ↑  Поводом послужила переписка жены Давида с дочерью — женой Узун-Хасана[67].
6. ↑  Анонимная хроника La progenia della cassa de'Octomani была написана примерно в 1500 году[75], через сорок лет после описываемого времени без указания источников информации. Ещё позже эта хроника попала Марино Санудо, который записал выдержки из неё в дневники. Затем выдержки из его дневников опубликовал Николае Йорга. В этой хронике описываются две кампании: одна в 1458 году и вторая в 1462. Одна из описанных в хронике кампаний практически идентична сообщению Ангиолелло. Ставридес считает, что здесь возникла путаница[76]. 

Оригинальный текст (итал.) In questo tempo, prima se partise el Gran-Signor de Andrenopoli, per esser in la Morea, mando Macometo-Bassa, el suo primo homo, con 30m. Turchi al passo del Danubio, per quardia de quel passo. <…> Macometo-Bassa, trovandose in quel luogo del passo <…>, delibero de pasar nel Ongaria e intro nei comfini dela Valachia, alora debita. Havanti jornno se trovo a un castello et quello prese e sachizo e portavase de Christiani 5m. anime. <…> Da quella banda promese Dio se trovo Dracula con circa 5m. Ongari e Velachi. Esemdo havixato de tal preda, seguicto nemici et trovose al'alba del zorno (var.: jornno) con queli, in modo de 18m. Turchi tra negadi e taiadi non ne scanpo 8m., e fo recuperato tute le anime presse. Macometo-Bassa, dubitando le forze de'Ongari foxero de maczor numero, se mexe in fuga.— хроника «La progenia della cassa de’Octomani» («Потомки дома Оттоманского»)[77]

Оригинальный текст (итал.)Ritornando el Gran-Turco in Andrenopoli, delibero la vendeta contra Dracula, signor a quel tempo dela Valachia; hordino lo suo exercito et venne del paisse de dito Dracula. Reduto dito Turco con lo suo exercito in mezo el paese del Velacho e stando li acampado e Dracula ale montagnie ogni note animosamente vixitava li soi inimici, con dano e vituperio al campo del Turco; esendo dimorato dito exercito in queste parte circa doi mexi, afamoxe el campo et ymtro (var.: intro) el morbo et, volendo el Gran-Signore partirse come desperato, Dracula, nel principio, prima venise lo exercito del Turco, havea per sua segurta inboscado tute le anime desutele del suo paise a loco secreto; e da uno suo fratello, quale era con lui, che per avamti era sta ala Porta del Gran-Turco, dito fratello fugite e ando al dito Turco e contrato con lui de haver la signoria, prometendoli eser suo trabutario e suo fidelle. Dito signor Turco el vede, volentiera azepto la sua promessa et promese a lui mantener la sua rechiesta, e subito dito fratello de Dracula dete el modo, tute le anime inboscade foronno in potere de eso Turco. Inteso la gemte del Velacho, i soi fioli, fratelli e moier eranno in potere del Gran-Turco, foronno cometenti azeptar per lor signore el fradello de Dracula e se rebalaro a Dracula, e da questo modo le anime foronno liberate; el signor Dracula se fugite in Ongaria e'l fratello de Dracula se resto signor l'ano 1459. — хроника «La progenia della cassa de’Octomani» («Потомки дома Оттоманского»)[78]
7. ↑  Звечай - город в Боснии, расположенный в ущелье на левом берегу верхнего течения р. Врбас
8. ↑  Bassa — паша, так итальянцы звали Махмуда-пашу.
9. ↑  Рассказ Критовула об этой кампании немного отличается. Он не упоминает осаду Зворника венгерской армией, но сообщает, что король Венгрии с большой армией пытался принудить султана снять осаду с Яйце. Мехмед узнал о сборе армии в Венгрии и послал Махмуда-пашу выступить против Матьяша Корвина. Махмуд-паша с кавалерией и пешими войсками разбил лагерь у реки «Вринос». Когда Матьяш попытался пройти к Яйце, Махмуд-паша пересёк реку и напал на него, разбив и захватив много пленников[94].
10. ↑  Остров Эвбея (или Негропонте) отделён от материка узким проливом. Столица Синьории Негропонте, город Халкида, расположен на обеих сторонах пролива.
11. ↑  Субашу — офицер, обеспечивающий порядок в городе в дневное время.
12. ↑  Гибб ошибался, когда пишет, что Ашик Челеби называл Махмуда-паши Адли, а Латифи — Адни[159].
13. ↑  Хамиди — персидский поэт из Исфахана, который провёл некоторое время в Кастамону при дворе Исфендияроглу Измаила-бея и попал в Стамбул после османского захвата бейлика в 1461 году. В том же году он написал панегирик в честь Махмуда-паши[164].
14. ↑  Халими был ещё одним поэтом, которому покровительствовал Махмуд-паша. Согласно Ашикпашазаде, Халими стал знаменит благодаря Махмуду-паше[165].
15. ↑  Саруджа Кемаль (Кемаль-и Зерд) из Пергама был личным поэтом Махмуда-паши. Шехи-бей[англ.] пишет, что Сарука у Махмуда-паши был учителем всех домашних. Ашик Челеби пишет, что Саруджа был музахибом (фаворитом и компаньоном) Махмуда. Кинализаде в своём сборнике биографий поэтов, Tezkiretü'ş-Şuara, сообщает, что Саруджа был учителем в дома и в школе Махмуда-паши в Хасково[165].
16. ↑  Хайяти (Мевляна Улви) тоже находился под патронажем Махмуда-паши. Он был беден и Махмуд-паша устроил его на службу. Он написал несколько стихов и Историю дома Османов, а затем был убит Языджи Турсуном, который посчитал себя задетым чем-то в произведениях Хайяти[166].
17. ↑  Стихи Низами из Коньи были показаны Махмудом-пашой султану. Султан пригласил Низами в Стамбул, но поэт не доехал до Стамбула и умер в пути[166].
18. ↑  Джемали написал два панегирика Махмуду-паше[166].
19. ↑  Истолкование, кем является этот «Махмуд, сын Михаила» может быть неоднозначным. Например, Алдерсон считает его Мехмедом Михалоглу[171].
20. ↑   Бабингер пишет, что жена Гедика Ахмеда-паши, дочь Исхак-паши, также понравилась принцу и поэтому была разведена[151]. В другом месте Бабингер упоминает, что Мустафа сбежал с женой губернатора Румелии (или похитил её) в Анатолию и отказался вернуть[178]. Бабингер основывается на свидетельствах европейцев и считает все эти случаи разными [170].
21. ↑  Спандунес рассказывает историю насилия. У Гедика Ахмеда-паши была красивая жена. Когда она пошла в баню, принц ворвался туда, застал её обнажённой и изнасиловал. Охранники и рабы дамы пытались его остановить, но он их побил. Согласно Спандунесу, Гедик-паша пожаловался Мехмеду, на что султан ответил: «Ты мой раб, и мой сын волен делать, что хочет, с женой раба». Однако он рассердился на сына и через три месяца послал к нему палача. Объявлено было, что принц умер от лихорадки[179].
22. ↑   Тиберо пишет, что «сатрап Мехмет Ангел» отравил сына султана за то, что тот изнасиловал его жену в общественной бане[179].
23. ↑  В письме в Милан 23 декабря 1465 года посол миланского герцога в Венгрии,
 Герардус де Коллис, сообщает следующее: «Говорят, что сын султана украл жену бейлербея Румелии, который руководит правительством Турка, и забрал её в Анатолию»[179].